# Републикански път II-23
Републикански път II-23 е второкласен път, част от републиканската пътна мрежа на България, преминаващ по територията на области Русе, Разград и Силистра. Дължината му е 118,0 km.
Пътят започва от 12,5-и км на Републикански път I-2 югоизточно от град Русе и се насочва на изток през Източната Дунавска равнина. В района на град Кубрат постепенно се изкачва на Лудогорското плато и завършва при 41,9 km на Републикански път I-7 източно от град Дулово. В Русенска област пътят последователно преминава през селата Червена вода, Ново село и Тетово, след което навлиза в Разградска област. Тук той минава през село Беловец, град Кубрат, селата Медовене и Брестовене, центъра на град Завет и през селата Малък Поровец и Драгомъж достига до град Исперих. След това следват селата Китанчево и Тодорово и пътят навлиза в Силистренска област. След като премине последователно през селата Окорш, Вокил, Овен и Черник Републикански път II-23 достига град Дулово и източно от него се свързва с Републикански път I-7 при неговия 41,9 km.
По протежението на пътя вляво и вдясно от него се отделят 6 броя третокласни пътища, в т.ч. 1 брой с трицифрени номера и 5 броя с четирицифрени:
Третокласни пътища с трицифрени номера:
- при 100,5 km, в село Окорш – наляво Републикански път III-235 (53,2 km) до пристанище Малък Поровец;

Третокласни пътища с четирицифрени номера:
- при 12,0 km, източно от село Червена вода – надясно Републикански път III-2302 (40,7 km) през село Семерджиево, градовете Ветово и Сеново и село Просторно до 48,7 km на Републикански път II-49;
- при 72,4 km, в село Малък Поровец – надясно Републикански път III-2304 (16,4 km) през резиденция „Воден“ до село Острово;
- при 82,5 km, в град Исперих – наляво Републикански път III-2305 (13,3 km) през селата Яким Груево, Конево и Зебил до село Вълкан;
- при 92,2 km, в село Тодорово – надясно Републикански път III-2306 (6,3 km) през селата Печеница и Средоселци до село Къпиновци;
- при 107,9 km – наляво Републикански път III-2307 (30,1 km) през селата Руйно, Яребица, Правда, Падина, Ножарево и Калугерене до град Главиница.

| Пътища, отклоняващи се надясно (населено място, № на пътя, посока на пътя) | Км    | Пътища, отклоняващи се наляво (посока на пътя, № на пътя, населено място) |
| -------------------------------------------------------------------------- | ----- | ------------------------------------------------------------------------- |
| Община Русе, Област Русе I-2, 12,5 km ←                                    | 0,0   | ← 12,5 km, I-2, Област Русе Община Русе                                   |
| с. Червена вода                                                            | 8,9   | → с. Червена вода, общински път (за с. Николово)                          |
| (до 48,7 km на II-49) III-2302, 0,0 km ←                                   | 12,0  |                                                                           |
| (за с. Семерджиево) общински път, с. Ново село ←                           | 17,8  | → с. Ново село, общински път (за с. Долно Абланово)                       |
|                                                                            | 20,6  | → общински път (за с. Хотанца)                                            |
| (за с. Смирненски) общински път, с. Тетово ←                               | 27,3  | с. Тетово                                                                 |
| Община Кубрат, Област Разград                                              | 31,8  | Област Разград, Община Кубрат                                             |
| с. Беловец                                                                 | 35,3  | с. Беловец                                                                |
|                                                                            | 38,8  | → общински път (за с. Сеслав)                                             |
|                                                                            | 40    | → общински път (за с. Горичево)                                           |
| (от гр. Търговище) II-49, 72,2 km, гр. Кубрат →                            | 46,6  | → гр. Кубрат, 72,2 km, II-49 (за 46,5 km на II-21)                        |
| с. Медовене                                                                | 49,4  | с. Медовене                                                               |
| Община Завет                                                               | 52    | Община Завет                                                              |
| (за с. Острово) общински път, с. Брестовене ←                              | 56,4  | с. Брестовене                                                             |
| (от с. Просторно) III-4902, 20,4 km, гр. Завет →                           | 62,5  | → гр. Завет, 20,4 km, III-4902 (за с. Веселец)                            |
| Община Исперих                                                             | 68    | Община Исперих                                                            |
| (до с. Острово) III-2304, 0,0 km, с. Малък Поровец ←                       | 72,4  | с. Малък Поровец                                                          |
| (за с. Голям Поровец) общински път, с. Малък Поровец ←                     | 73,3  | с. Малък Поровец                                                          |
| с. Драгомъж                                                                | 74,7  | с. Драгомъж                                                               |
|                                                                            | 77,5  | → 33,2 km, III-205 (за 53,9 km на II-21)                                  |
| (от 70,4 km на I-2) III-205, 31,3 km, гр. Исперих →                        | 79,4  | → гр. Исперих                                                             |
| (от с. Пристое) III-702, 22,1 km, гр. Исперих →                            | 80,7  | → гр. Исперих                                                             |
| гр. Исперих                                                                | 82,5  | → гр. Исперих, 0,0 km, III-2305 (за с. Вълкан)                            |
| с. Китанчево                                                               | 88,8  | с. Китанчево                                                              |
|                                                                            | 90,5  | → общински път (за с. Паисиево)                                           |
| (до с. Къпиновци) III-2306, 0,0 km, с. Тодорово ←                          | 92,2  | с. Тодорово                                                               |
| Община Дулово, Област Силистра                                             | 95,6  | Област Силистра, Община Дулово                                            |
| с. Окорш                                                                   | 100,5 | → с. Окорш, 0,0 km, III-235 (за пристанище Малък Преславец)               |
| с. Вокил                                                                   | 104,7 | с. Вокил                                                                  |
|                                                                            | 107,9 | → 0,0 km, III-2307 (за гр. Главиница)                                     |
| с. Овен                                                                    | 109,2 | с. Овен                                                                   |
| с. Черник                                                                  | 113,2 | с. Черник                                                                 |
| гр. Дулово                                                                 | 116,1 | ← гр. Дулово, 30,2 km, III-216 (от 89,1 km на II-21)                      |
| (до ГКПП Лесово - Хамзабейли) I-7, 41,9 km ←                               | 118,0 | ← 41,9 km, I-7 (от ГКПП Силистра - Кълъраш)                               |

Забележка
1. ↑  На протежение от 1,9 km (от км 77,5 до км 79,4) Републикански път II-23 се дублира с Републикански път III-205 (от км 33,2 до км 31,3)